# Eta Sagittae
Eta Sagittae (16 Sagittae) é uma estrela na direção da constelação de Sagitta. Possui uma ascensão reta de 20h 05m 09.47s e uma declinação de +19° 59′ 27.2″. Sua magnitude aparente é igual a 5.09. Considerando sua distância de 162 anos-luz em relação à Terra, sua magnitude absoluta é igual a 1.61. Pertence à classe espectral K2III.